# Dacus hyalobasis
Dacus hyalobasis är en tvåvingeart som beskrevs av Mario Bezzi 1924. Dacus hyalobasis ingår i släktet Dacus och familjen borrflugor. Inga underarter finns listade i Catalogue of Life.